# John Kramer
John Kramer (népszerű nevén „Kirakós gyilkos” vagy egyszerűen „Kirakós”) kitalált karakter, a Fűrész-filmsorozat fő antagonistája. Kirakós a sorozat első filmjében, a Fűrészben debütált, és az összes későbbi folytatásban is megjelenik, kivéve a Spirál: Fűrész hagyatéka című filmben, amelyben csak a nevét említik, illetve fényképeken szerepel. A karaktert Tobin Bell amerikai színész formálja meg
A sorozat történetében John egy volt építészmérnök, aki műthetetlen homloklebeny-daganatban haldoklik, amely vastagbélrákból alakult ki. Egy öngyilkossági kísérlet után John új értéket talált az élete iránt, majd élete hátralévő részét annak szentelte, hogy másokban is ezt a hitet keltse életkedvük próbatételével. Módszereiben az alanyokat halálos forgatókönyvekbe kényszeríti, amelyeket "játékoknak" vagy "teszteknek" nevez, és amelyekben arra kényszeríti őket, hogy a menekülés érdekében fájdalmat okozzanak maguknak vagy másoknak. Ezek a tesztek jellemzően azt szimbolizálják, amit Kirakós az egyes személyek erkölcsi jellemének vagy életének hibájaként ítél meg. A média a "Kirakós gyilkos" becenevet adta neki, mivel a túlélési ösztön hiányát jelképezve egy puzzle-darab alakját vágta ki a kudarcot vallók testéből.
John Kramer karakterét a Fűrész III. végén megölték, de a későbbi filmekben – a Fűrész – Újra játékban és a Fűrész X. kivételével, amelyek John halála előtt játszódó előzményfilmek – flashbackekben tűnik fel.

## Fogadtatás
Don Summer, a Best-Horror-Movies.com írója szerint "Kirakós gonosztevője zseniális és félelmetes", Tobin Bell színész pedig "fantasztikus munkát" végzett a szerepében.
Neil Smith, a BBC filmkritikusa "hátborzongatónak" nevezte Bell kirakósát, és úgy jellemezte a karaktert, mint aki " kézzelfoghatóan gonosz hangulatot kölcsönöz" a jeleneteknek, amelyekben feltűnik.
Kirakós az Empire magazin "100 legjobb filmes karakter" listáján a 30., a Total Film "100 legjobb filmes gonosztevő" listáján a 47., a Yahoo! Movies "13 ikonikus gonosztevő a horror történetében" listáján pedig a 4. helyen szerepel. A Horrornews a 10. helyre sorolta Bellt a 13 legjobb horrorfilmszínész listáján.